# Cantón de Castillon-la-Bataille
El cantón de Castillon-la-Bataille era una división administrativa francesa, que estaba situada en el departamento de Gironda y la región de Aquitania.

## Composición
El cantón estaba formado por catorce comunas:
- Belvès-de-Castillon
- Castillon-la-Bataille
- Gardegan-et-Tourtirac
- Les Salles-de-Castillon
- Sainte-Colombe
- Sainte-Terre
- Saint-Étienne-de-Lisse
- Saint-Genès-de-Castillon
- Saint-Hippolyte
- Saint-Laurent-des-Combes
- Saint-Magne-de-Castillon
- Saint-Pey-d'Armens
- Saint-Philippe-d'Aiguille
- Vignonet

## Supresión del cantón de Castillon-la-Bataille
En aplicación del Decreto n.º 2014-192 de 20 de febrero de 2014, el cantón de Castillon-la-Bataille fue suprimido el 22 de marzo de 2015 y sus 14 comunas pasaron a formar parte del nuevo cantón de Las Laderas de Dordoña.